# Кубок Малайзии по футболу
Кубок Малайзии (малайский : Piala Malaysia) — ежегодный футбольный турнир ассоциации в Малайзии. Впервые кубок был проведен в 1921 году. Несмотря на то, что это самый старый кубковый турнир в стране, в настоящее время он является второстепенным после Кубка Малайзии, поскольку Кубок Англии в Малайзии — это кубок, который отводится нации в континентальных кубковых турнирах. Соревнование ранее управлялось Футбольной ассоциацией Малайзии (FAM), а затем в сезоне 2016 года было передано Football Malaysia LLP (ныне известное как Малайзийская футбольная лига (MFL)). В сезоне 2016 года был введен новый формат, в котором только одиннадцать лучших команд из Малайзийской Суперлиги (MSL) и пять других из Малайзийской Премьер-лиги (MPL) прошли квалификацию для участия в Кубке Малайзии в том сезоне, где окончательная позиция в квалификации была определена после игры первого этапа MSL и MPL. После того, как будут определены все 16 команд, команда будет разделена на четыре группы, которые затем будут соревноваться в турнире за кубок.

## История
Piala Malaysia — одно из самых продолжительных футбольных соревнований в Азии. Основанный в 1921 году, он был известен как Кубок Малайзии с 1921 по 1967 год после того, как был подарен трофей с корабля Британского королевского флота HMS Malaya. Турнир был переименован в Piala Malaysia в 1967 году. На протяжении большей части своей истории в Кубке соревновались государственные команды Малайзии, военные команды, а также приглашенные из других стран Сингапур и Бруней. Клубным командам Малайзии было разрешено участвовать в соревнованиях с 2000 года.

### Происхождение
В январе 1921 года линкор Британского королевского флота HMS Malaya зашёл в Порт-Светтенхэм (ныне Порт-Кланг), Сингапур , Малакку , Пенанг и Порт-Диксон. Во время своего пребывания команда соревновалась в товарищеских матчах по футболу, регби, хоккею, парусному спорту и гольфу с местными клубами. Три месяца спустя главный секретарь правительства Малайских Федеративных Штатов получил письмо от капитана Х. Т. Буллера из HMS Malaya, в котором предлагалось соревноваться за два кубка по футболу и регби в знак признательности за прием, оказанный им в Малайе. Предложение было принято, и представители различных клубов встретились для организации турнира. Первый турнир Кубок Малайя был создан комитет, и было решено запустить футбольную конкуренцию в северной и южной части. Проведение первого турнира было поручено клубу Селангор . Первый в истории матч Кубка Малайи был сыгран 20 августа 1921 года, когда Селангор победил Пенанг со счетом 5-1 на глазах у примерно 5000 зрителей в Куала-Лумпуре. В первом турнире приняли участие шесть команд, и победу одержал Сингапур, где каждый сингапурский игрок получил золотой значок за свою победу. Довоенные годы Популярность турнира была очевидна уже в первые годы его существования, когда в 1923 году газета «Сухоносен-ко» описала его как «безусловно величайшее спортивное событие года (в Малайе)». Финал впервые был сыгран за пределами Куала-Лумпура в 1925 году, когда Сингапур победил Селангор со счетом 2:1 на стадионе Энсон Роуд. Сингапур также поддерживал рекорд по появлению в каждом финале Кубка Малайи с первого в 1921 году по 1941 год, когда соревнования были прерваны Второй мировой войной. В сентябре 1926 года представители футбольных ассоциаций Сингапура, Селангора, Мухина, Негри-Сембилана и Малакки согласились создать Малайскую футбольную ассоциацию (МФА). МИД находился в Куала-Лумпуре, его первым президентом был Джон Симе из Сингапура, и он был представлен в комитете Кубка Малайи, который организовал соревнования. МИД практически не проявлял активности до 1932 года, когда он был возрожден и преобразован в Футбольную ассоциацию Малайи (FAM). FAM также взял под свой контроль организацию Кубка Малайи от своего учредительного комитета. В том же году британским службам было разрешено вводить свои собственные команды, присоединившись к Кедаху и Джохору, которые к 1930 году участвовали в соревнованиях.

### Современная эра
В 2003 году MPPJ FC стал первым клубом и негосударственной командой, выигравшей кубок. До этого года две команды, вышедшие в финал, всегда были представителями региональных футбольных ассоциаций или военных команд. В соревновании приняли участие команды, представляющие две соседние с Малайзией страны. Ромэн ТомиЛав выиграл кубок в 1999 году и продолжает участвовать, хотя в последние годы они были представлены клубной стороной DPMM FC , тогда как первоначально их команда была организована Футбольной ассоциацией Томилов. Сингапур входил в команду, организованную Футбольной ассоциацией Сингапура. Их команда выиграла кубок 24 раза и является второй по результативности командой в истории соревнований после Селангора . Однако после своей последней победы в 1994 году Сингапур отказался от участия в турнире из-за спора с Футбольной ассоциацией Малайзии по поводу квитанций за ворота и с тех пор не принимал участия. В 2011 году Футбольная ассоциация Сингапура объявила, что Сингапур снова присоединится к Piala Malaysia в 2012 году. 5 декабря 2011 года Футбольная ассоциация Сингапура обнародовала новый список составов и состав, запланированный на чемпионат Piala Malaysia 2012 года, где LIONSXII был отправлено на соревнования.